# Le Palace (roman)
Pour les articles homonymes, voir Le Palace.
Le Palace est un roman de Claude Simon publié le 1er septembre 1962 aux éditions de Minuit.
Claude Simon décrit l'attente du combat pour un groupe de volontaires républicains à Barcelone durant la guerre d'Espagne, alors que la ville était agitée par les conflits entre anarchistes et républicains.   En 1936, il séjournait comme étudiant dans la ville. Le Palace décrit se trouve sur le Passeig de Gràcia.  L'Américain est George Orwell. L'auteur revient sur cette guerre dans les Géorgiques où il réinterprète la prise d'un fortin franquiste décrite par Orwell dans Hommage à la Catalogne. La dernière phrase du roman, fait référence à des cadavres stockés dans des toilettes publiques souterraines, qui se trouvent sous la place de Catalogne, côté Portal de l'Angel. L'ensemble des éléments disséminés dans les divers romans de Claude Simon sur cette guerre civile permet de localiser précisément les scènes, notamment le Palace - titre de l’œuvre - mais aussi le café et le cinéma auxquels il fait référence.

## Résumé
- Exergue: Révolution: mouvement d'un mobile qui, parcourant une courbe fermée, repasse successivement par les mêmes points (Dictionnaire Larousse)
- Première partie. « Inventaire ».

L'étudiant reconstitue l'hôtel Colon dans une ville hispanique, et une pièce en particulier de cet hôtel, où sont réunis les cinq personnages (voir Personnages). Les discussions tournent autour de la politique; des nouvelles de l'extérieur parviennent, avec l'insertion du leitmotiv le plus important du roman: "Quién asesino a Santiago ?" qui fait les titres des journaux et sera repris ensuite comme slogan de manifestation.
- Deuxième partie. « Récit de l’homme-fusil ».

La deuxième partie est le récit par l’Italien, appelé l’homme-fusil, du meurtre d'un adversaire politique dans un restaurant. Les détails géographiques de sa fuite et les réactions des clients sont répétés et soulignés, tandis que l'étudiant n'écoute pas vraiment.
- Troisième partie. « Funérailles de Patrocle »

Dans la rue, devant l'hôtel, un cortège de protestation passe, dans lequel se distingue l'Américain.
- Quatrième partie. « Dans la nuit »

Récit d'insomnie de l'étudiant, qui veut parler avec l'Américain: celui-ci, après une énième discussion politique, semble être avec une femme, qui apparaît en ombre chinoise, nue. L'étudiant se lamente sur son incapacité à réaliser quoi que ce soit.
- Cinquième partie. "Le bureau des objets perdus"

Le récit est toujours centré sur l'étudiant, qui cherche l'Américain avec qui il avait rendez-vous. Mais celui-ci a disparu. L'enquête qu'il mène est vaine. La ville s'endort dans son immobilité.

## Personnages
- L'étudiant: le roman se focalise sur ce personnage de roman d'apprentissage. Il écoute ce qui se dit autour de lui, semblable au lecteur en cela, mais avec distraction, en spectateur passif et sans réussir à se sentir concerné: le récit précis de l'Italien lui apparaît comme dans un nuage (2e partie), l'Américain le rend jaloux avec ses aventures supposées avec une femme (4e partie), et disparaît sans laisser de traces, alors que l'étudiant avait rendez-vous avec lui (5e partie).
- L'Américain: personnage débonnaire, bavard et lucide, il est au centre du groupe des personnages dans les discussions
- L'Italien: il s'illustre particulièrement dans la deuxième partie, où il raconte le meurtre d'un ennemi dans un restaurant. Il ne cesse de manipuler son fusil, d'où son nom d’homme-fusil et reçoit des mises en garde fréquente sur un accident possible.
- Le maître d’école: il apparaît souvent avec l'Américain, comme son opposé: peu bavard, sentencieux, austère
- L’officier: discret, il représente la loi et l'histoire

## Éditions
- Le Palace, éditions de Minuit, 1962  (ISBN 2707302341).
- Le Palace, 10/18, 1971